# 機械設計技術者
機械設計技術者（きかいせっけいぎじゅつしゃ）は、一般社団法人日本機械設計工業会が認定する民間資格である。

## 受験資格

### 1級
- 工学系大学(院)・高専専攻科・高度専門士・職業能力開発総合大学校（旧職業訓練大学校）・職業能力開発大学校を卒業後、5年以上の実務経験者
- 工学系短大・高専・専門学校・職業能力開発短期大学（旧職業訓練短期大学校）・「職業能力開発校（旧職業訓練校）（高校卒業後、2年制）」を卒業後、7年以上の実務経験者
- その他の者で10年以上の実務経験者
- 2級機械設計技術者合格者は次年度から可能

### 2級
- 工学系大学(院)・高専専攻科・高度専門士・職業能力開発総合大学校（旧職業訓練大学校）・職業能力開発大学校を卒業後、3年以上の実務経験者（3級合格者は2年以上の実務経験者）
- 工学系短大・高専・専門学校・職業能力開発短期大学（旧職業訓練短期大学校）・「職業能力開発校（旧職業訓練校）（高校卒業後、2年制）」を卒業後、5年以上の実務経験者（3級合格者は3年以上の実務経験者）
- その他の者で7年以上の実務経験者（3級合格者は4年以上の実務経験者）

### 3級
制限なし。誰でも受験できる。